# Henk Speijcken
Henk Speijcken (Swalmen, 17 december 1946 – Swalmen, 2 december 2010) was een voormalig Nederlands voetballer die tijdens zijn profloopbaan uitsluitend voor FC VVV uitkwam.
Speijcken maakte op 21-jarige leeftijd de overstap van vierdeklasser VV Swalmen naar FC VVV. De  spits maakte namens de Venlose tweededivisionist zijn competitiedebuut op 30 maart 1969 in de thuiswedstrijd tegen SC Drente (3-2). In 1971 keerde Speijcken terug naar VV Swalmen. Hij overleed in 2010 op 63-jarige leeftijd.

## Clubstatistieken
| Seizoen         | Club            | Competitie      | Competitie | Competitie | Beker | Beker | Overige | Overige | Totaal | Totaal |
| Seizoen         | Club            | Competitie      | Wed.       | Dlp.       | Wed.  | Dlp.  | Wed.    | Dlp.    | Wed.   | Dlp.   |
| --------------- | --------------- | --------------- | ---------- | ---------- | ----- | ----- | ------- | ------- | ------ | ------ |
| 1968/69         | FC VVV          | Tweede divisie  | 10         | 1          | 0     | 0     | —       | —       | 10     | 1      |
| 1969/70         | FC VVV          | Tweede divisie  | 19         | 1          | 0     | 0     | —       | —       | 19     | 1      |
| 1970/71         | FC VVV          | Tweede divisie  | 0          | 0          | 0     | 0     | —       | —       | 0      | 0      |
| Carrière totaal | Carrière totaal | Carrière totaal | 29         | 2          | 0     | 0     | 0       | 0       | 29     | 2      |